# Flaminii
Légende :
♦Patricien, ♦Plébéien, ♦Consulaire, ♦Sénatorial, ♦Équestre
Gens et Liste des gentes romaines
La gens Flaminia était une famille plébéienne à Rome. Pendant les cinq premiers siècles de Rome, il n'est fait mention d'aucun membre de la gens Flaminia. Pendant un certain temps, les Flaminii ont été considérés comme une branche de la gens Quinctia ; mais cette opinion est née d'une confusion entre les Flaminii et les Flaminini, ces derniers appartenant bien à la même famille que les anciens patriciens de la gens Quinctia.

## Origine
Le nom Flaminius semble être un dérivé de flamines, nom utilisé pour désigner les prêtres romains,.

## Prénoms utilisés
Les principaux prénoms utilisés par les Flaminii étaient Gaius et Lucius. Au moins un des Flaminii a porté le praenomen Titus, mais il était peut-être un affranchi, et il n'est donc pas évident que ce nom ait été régulièrement utilisé par les Flaminii.

## Branches et cognomina
Les seuls noms de famille des gens de Flaminia que nous connaissons sont Chilo et Flamma. Il n'y a aucune preuve pour le cognomen Nepos, qu'Orelli donne au membre des Flaminii tombé au combat au lac Trasimène,.
Chilo, ou Cilo, comme son nom semble avoir été écrit dans les deux sens sur les pièces de monnaie des Flaminii, se retrouve comme cognomen dans un certain nombre de  familles romaines. Les grammairiens latins, cependant, déclarent que Cilo était appliqué à une personne avec une tête longue et étroite, et Chilo à une personne avec des lèvres grandes ou épaisses,,,,.

## Membres

### Sous la République
- Lucius Flaminius, (v. -315 - ?);
  - Gaius Flaminius, (v. -290 - ?);
    - Caius Flaminius Nepos, (v. -265 - -217), consul en 223 et 217 av. J.-C., magister equitum en 221 et censeur en 220. Dans son premier consulat, il triomphe des Insubres. Dans son deuxième, il est tombé au combat contre Hannibal au lac Trasimène .
      - Caius Flaminius, (v. -240 - ap. -181), a servi sous Scipion l'Africain en Hispanie pendant la deuxième guerre punique. Il a été consul en 187 avant J.-CC et a vaincu les Triniates et les Apuani;
        - ? Flaminius, (v. -205 - ap. -154), ambassadeur en -154;
- Lucius Flaminius Chilo, (v. -135 - ap. -109/8), triumviri monetales vers -109/8[7];
  - (Flaminius Chilo), (v. -105 - ?);
    - Lucius Flaminius Chilo, (v. -75 - ap. -43), magistrat monétaire;
      - Lucius Flaminius, (v. -50 - ?);
        - Flaminia, (v. -25 - ?), épouse de Marcus Caecilius Cornutus;
- Flaminia, (v. -105 - ap. -54), épouse de Caius Valerius Triarius, préteur en -78;
- Caius Flaminius, (v. -100 - ap. -66), édile curule en -67[a 3].
- Gaius Flaminius, (v. -115 - ap. -63), originaire d'Arretium. Il est mentionné comme l'un des complices de Catilina. Dans un manuscrit de Sallustius, il porte le cognomen Flamma[a 4] ;
- (Flaminius?) Flamma, (v. -90 - ap. -44), était un débiteur de Lucius Tullius Montanus, dont le beau-frère a écrit à Cicéron pour demander indulgence ou retarder le remboursement de la dette. Cicéron demandait fréquemment à Atticus d'amener Flamma à un règlement ; et en écrivant à son propre affranchi, Marcus Tullius Tiro, Cicéron fait allusion à des mesures plus fortes, et son désir d'avoir une partie de la dette payée d'ici le 1er janvier, avant J.-C 44[a 5].
- Flaminius, (v. -75 - ap. -44), candidat au tribunat de la plèbe en -44;

### Sous le Principat

#### Flaminii Hister
Les Flaminii Hister sont originaires d'Aquilée, en Venetie.
- Lucius Flaminius, (v. -50 - ?)
  - Lucius Flaminius Hister, (v. -25 - ap. v. 15), augure, trubun militaire;
  - Quintus Flaminius Hister, (v. -20 - ap. v. 15), tribun militaire;
  - Sextus Flaminius Hister, (v. -20 - ap. v. 15), tribun militaire[b 1];

#### Autres
- Titus Flaminius Flamininus, consul[b 2].

## Voir également
- Liste des gentes romaines